# وارگه سفلی
وارگه سفلی، روستایی از توابع بخش مرکزی شهرستان گیلانغرب در استان کرمانشاه ایران است.

## جمعیت
این روستا در دهستان چله قرار دارد و براساس سرشماری مرکز آمار ایران در سال ۱۳۸۵، جمعیت آن ۳۴۷ نفر (۸۳ خانوار) بوده‌است.
این روستا از هوای خوب و ناحیهٔ سرسبز برخوردار است. شغل اهالی آن عموماً کشاورزی و دامپروری است اقلب افراد ساکن این روستا برای اداره امور زندگی به شهرهای دیگر کشورسفر کردن.